# Cumberlandfloden
Cumberlandfloden er en vigtig vandvej i den sydlige del af USA. Den er 1.106 km lang. Den udspringer i det østlige Kentucky på Cumberlandplateauet og flyder gennem det sydøstlige Kentucky, før den krydser ind i det nordlige Tennessee. Derefter drejer den tilbage ind i det vestlige Kentucky, før den løber ud i Ohiofloden ved Smithland, Kentucky. Cumberlandfloden er en af tre store floder i Kentucky, som udmunder dér. De andre er Kentucky River og Big Sandy River.
I 1748 ledte Thomas Walker en gruppe jægere over bjergkæden Appalacherne fra Virginia. Walker var selv fra Virginia og en kendt opdagelsesrejsende og landmåler. Han gav navnet Cumberland til de høje bjerge, som hans gruppe passerede, til ære for prins William Augustus, hertug af Cumberland, som var blevet en populær person i Amerika efter slaget ved Culloden.
Walkers gruppe gennemførte deres rejse via Cumberland Gap ind i det, som i dag er Kentucky. De stødte på en smuk bjergflod, som flød over deres vej, og de kaldte den Cumberland River.
Cumberlandfloden er en utæmmet flod ovenfor Lake Cumberland. Her finder man Cumberland Falls, som er et 20 meter højt vandfald, der er et af de største vandfald i det østlige USA. Det meste af floden nedenfor Wolf Creek Dam kan besejles, da der er lavet en række sluser og dæmninger. Dæmningerne har skabt store kunstige søer, som især bruges til rekreative formål.
Under den amerikanske borgerkrig var Unionens hære opkaldt efter de floder, som de opererede ved, og der var også en Army of the Cumberland.